# Avenida Costanera Sur
La avenida Costanera Sur se ubica en las comunas de Cerro Navia y Quinta Normal del sector norponiente. En su recorrido, tiene hitos como el Cicloparque Mapocho 42K, el Parque de la Familia, el Parque Mapocho Río y los puentes Resbalón, Carrascal y Dorsal, que la conectan con la Autopista Costanera Norte al otro lado del río.
La Costanera Sur tenía un tramo no pavimentado entre las avenidas Carrascal y Lo Espinoza que fue asfaltado el año 2006 para conectar de forma más expedita las poblaciones Abraham Gómez y Barea con las avenidas anteriormente mencionadas. Además, en un pequeño tramo entre la calle Meza Bell y la población Abraham Gómez se construyó el Parque Los Suspiros, donde antiguamente habitaban pobladores areneros.
En abril de 2009, el Ministerio de Vivienda y Urbanismo anunció la construcción de un tramo de 2 kilómetros de longitud entre las avenidas Walker Martínez y Presidente Balmaceda, lo que permitiría conectar Lo Barnechea con Pudahuel a través de una avenida al sur del río Mapocho, como una alternativa sin costo a la Autopista Costanera Norte. El tramo se inauguraría el 15 de junio de 2014, pero debido a daños por actos vandálicos en paraderos, luces, semáforos y señalética, debió aplazarse la apertura.
En 2015 fue inaugurada, quedando pendiente su nuevo diseño entre Walker Martínez y Avenida Américo Vespucio. También se instalaron semáforos en el cruce y bifurcación de esta avenida con Avenida Carrascal y calle Cerámica. Por lo cual se tuvo que cambiar el sentido de tránsito de esta avenida entre Avenida Carrascal y calle Rodolfo Mondolfo.
En 2018 se cambió nuevamente el sentido de los semáforos en el cruce y bifurcación de esta avenida con Avenida Carrascal y calle Cerámica. Por lo cual vuelve a tener ambos sentidos entre Calle Rodolfo Mondolfo y Avenida Carrascal para así permitir el acceso a Megacentro en  Cerro Navia.